# 2016年太平洋颶風季
2016年太平洋颶風季是每年一度全球熱帶氣旋產生週期的一部分。東太平洋颶風季從2016年6月開始；而中太平洋颶風季從2016年1月開始。本條目的範圍僅侷限於赤道以北及國際換日線以東的太平洋，於赤道以北及國際換日線以西的太平洋水域產生的風暴則被稱為颱風，並被列入2016年太平洋颱風季。在東、中太平洋產生的熱帶風暴分別是由美國國家颶風中心及中太平洋颶風中心命名，國際編號分別為xxE或xxC。
2016年太平洋颶風季第一個氣旋生成於2016年1月7日的颶風帕利。以下各熱帶氣旋資訊以熱帶氣旋存在期間的最強形態為準。

## 熱帶氣旋

### 熱帶風暴阿加莎（Agatha）
2016年6月29日，一個低壓區在東太平洋海面上生成。上午11時，美國國家颶風中心（NHC）對其未來兩天發展評級為「LOW」並發展概率為0%，未來五天發展評級為「MEDIUM」並發展概率為60%。
7月1日上午11時，美國國家颶風中心對其未來兩天發展評級為「MEDIUM」並發展概率為40%，未來五天發展評級為「MEDIUM」並發展概率為40%。下午1時，美國國家颶風中心對其未來兩天發展評級為「HIGH」並發展概率為70%，未來五天發展評級為「HIGH」並發展概率為70%。下午8時，美國國家颶風中心將其升格為熱帶低氣壓，並給予編號01E。
7月2日上午8時，美國國家颶風中心將其升格為熱帶風暴，並命名為阿加莎（Agatha）。
7月4日下午2時，美國國家颶風中心將其降格為熱帶低氣壓。下午8時，美國國家颶風中心對其發出最後的警報。

### 颶風布拉斯（Blas）
2015年6月30日，一個低壓區在墨西哥西南部海面上生成。上午11時，美國國家颶風中心（NHC）對其未來兩天發展評級為「LOW」並發展概率為10%，未來五天發展評級為「LOW」並發展概率為10%。
7月1日下午5時，美國國家颶風中心對其未來兩天發展評級為「MEDIUM」並發展概率為40%，未來五天發展評級為「HIGH」並發展概率為80%。
7月2日上午5時，美國國家颶風中心對其未來兩天發展評級為「HIGH」並發展概率為70%，未來五天發展評級為「HIGH」並發展概率為90%。下午8時，美國國家颶風中心將其升格為熱帶低氣壓，並給予編號03E。
7月3日上午2時，美國國家颶風中心將其升格為熱帶風暴，並命名為布拉斯（Blas）。
7月4日上午8時，美國國家颶風中心將其升格為一級颶風。
7月5日上午2時，美國國家颶風中心將其升格為二級颶風。下午2時，美國國家颶風中心將其升格為三級颶風。下午8時，美國國家颶風中心將其升格為四級颶風。
7月6日上午2時，美國國家颶風中心將其降格為三級颶風。
7月7日下午8時，美國國家颶風中心將其降格為二級颶風。
7月8日下午2時，美國國家颶風中心將其降格為一級颶風。
7月9日上午2時，美國國家颶風中心將其降格為熱帶風暴。
7月10日上午2時，美國國家颶風中心將其降格為熱帶低氣壓。上午8時，美國國家颶風中心對其發出最後的警報。

### 颶風西莉亞（Celia）
2015年7月4日，一個低壓區在墨西哥西南部海面上生成。上午11時，美國國家颶風中心（NHC）對其未來兩天發展評級為「LOW」並發展概率為0%，未來五天發展評級為「MEDIUM」並發展概率為60%。
7月5日下午5時，美國國家颶風中心對其未來兩天發展評級為「MEDIUM」並發展概率為40%，未來五天發展評級為「HIGH」並發展概率為90%。
7月6日上午5時，美國國家颶風中心對其未來兩天發展評級為「HIGH」並發展概率為70%，未來五天發展評級為「HIGH」並發展概率為90%。下午2時，美國國家颶風中心將其升格為熱帶低氣壓，並給予編號04E。
7月8日上午8時，美國國家颶風中心將其升格為熱帶風暴，並命名為西莉亞（Celia）。
7月10日下午2時，美國國家颶風中心將其升格為一級颶風。
7月11日下午2時，美國國家颶風中心將其升格為二級颶風。
7月12日上午8時，美國國家颶風中心將其降格為一級颶風。
7月13日上午2時，美國國家颶風中心將其降格為熱帶風暴。
其後，西莉亞進入中太平洋海域，因此改由中太平洋颶風中心（CPHC）發報。
（HST）7月15日上午11時，中太平洋颶風中心將其降格為熱帶低氣壓。下午5時，中太平洋颶風中心對其發出最後的警報。

## 其他熱帶氣旋
除了被國家颶風中心和中太平洋颶風中心命名的熱帶氣旋外，還有一些沒被命名的熱帶低氣壓。以下列出那些熱帶氣旋的資料。

### 熱帶低氣壓01E
2016年6月4日，一個低壓區在墨西哥南部海面上生成。上午11時，美國國家颶風中心（NHC）對其未來兩天發展評級為「LOW」並發展概率為10%，未來五天發展評級為「LOW」並發展概率為20%。
6月6日上午11時，美國國家颶風中心對其未來兩天發展評級為「MEDIUM」並發展概率為50%，未來五天發展評級為「MEDIUM」並發展概率為50%。上午11時20分，美國國家颶風中心對其未來兩天發展評級為「HIGH」並發展概率為100%，未來五天發展評級為「HIGH」並發展概率為100%。下午2時，美國國家颶風中心將其升格為熱帶低氣壓，並給予編號01E。
6月8日上午8時，美國國家颶風中心對其發出最後的警報。

### 熱帶低氣壓
2016年8月11日，一個低壓區在國際換日線以東之海面生成，同日下午4時，日本氣象廳將其升格為熱帶性低氣壓。隔日下午5時，日本氣象廳認為其已併入鋒面。

## 風暴名稱

### 東太平洋
下面的名字將被用於於2016年在東北太平洋形成而又被命名的風暴。如果有退役名稱的話，將由世界氣象組織在2017年春天宣布。在這個名單中未退役的名字將在2022年的風季中再次使用。黑色體字表示今年已經使用過，黑色粗體名稱則表示該風暴活躍中，未使用之名字則以灰色字體表示。
| - Agatha - Blas - Celia - Darby - Estelle - Frank - Georgette - Howard | - Ivette - Javier - Kay - Lester - Madeline - Newton - Orlene - Paine | - Roslyn - Seymour - Tina - Virgil（未用） - Winifred（未用） - Xavier（未用） - Yolanda（未用） - Zeke（未用） |

### 中太平洋
下列名稱將用於2016年在中太平洋形成的風暴。
| - Pali | - Ulika | - Walaka（未用） | - Akoni（未用） |

## 颶風季影響
以下圖表顯示了2016年太平洋颶風季的所有熱帶氣旋以及它們的登陸資料(如有)。在括號內的死亡人數屬於非直接，但仍與風暴有關的死亡。所有破壞及死亡數字都包括風暴在擾動及溫帶氣旋階段時的資料。
ACE的計算公式：{\displaystyle \sum _{}^{}{\frac {{v_{\mathrm {max} }}^{2}}{10^{4}}},}，單位為{\displaystyle 10^{4}kt^{2}}。
| 萨菲尔-辛普森飓风风力等级 |    |    |    |    |    |    |
| TD                        | TS | C1 | C2 | C3 | C4 | C5 |

| 风暴名称      | 持续日期           | 风暴最高强度 | 最大持续风速 | 最低气压 （百帕） | ACE     | 登陆                       | 登陆        | 登陆     | 损失 （百万美元） | 死亡人数 |
| 风暴名称      | 持续日期           | 风暴最高强度 | 最大持续风速 | 最低气压 （百帕） | ACE     | 地点                       | 时间        | 风速     | 损失 （百万美元） | 死亡人数 |
| ------------- | ------------------ | ------------ | ------------ | ----------------- | ------- | -------------------------- | ----------- | -------- | ----------------- | -------- |
| 帕利          | 1月7日－1月15日    | 二级飓风     | 155 km/h     | 977               | 9.0475  | 没有登陆                   | 没有登陆    | 没有登陆 | 0                 | 0        |
| 01E           | 6月6日－6月8日     | 热带低氣压   | 55 km/h      | 1006              | 0       | 没有登陆                   | 没有登陆    | 没有登陆 | 0                 | 0        |
| 阿加莎        | 7月2日－7月5日     | 热带风暴     | 85 km/h      | 1002              | 1.1675  | 没有登陆                   | 没有登陆    | 没有登陆 | 0                 | 0        |
| 布拉斯        | 7月3日－7月10日    | 四级飓风     | 220 km/h     | 947               | 19.3025 | 没有登陆                   | 没有登陆    | 没有登陆 | 0                 | 0        |
| 西莉亞        | 7月6日－7月16日    | 二级飓风     | 155 km/h     | 972               | 11.68   | 没有登陆                   | 没有登陆    | 没有登陆 | 0                 | 2        |
| 達比          | 7月11日－7月26日   | 三级飓风     | 195 km/h     | 958               | 21.8875 | 美國夏威夷州夏威夷縣帕哈拉 | 7月23日14時 | 65 km/h  | 很少              | 0        |
| 埃斯特爾      | 7月15日－7月22日   | 热带风暴     | 110 km/h     | 990               | 7.4125  | 没有登陆                   | 没有登陆    | 没有登陆 | 0                 | 0        |
| 弗蘭克        | 7月21日－7月28日   | 一级飓风     | 140 km/h     | 979               | 8.3525  | 没有登陆                   | 没有登陆    | 没有登陆 | 0                 | 0        |
| 喬傑特        | 7月21日－7月27日   | 四级飓风     | 215 km/h     | 952               | 10.9475 | 没有登陆                   | 没有登陆    | 没有登陆 | 0                 | 0        |
| 霍華德        | 7月31日－8月3日    | 热带风暴     | 95 km/h      | 998               | 2.37    | 没有登陆                   | 没有登陆    | 没有登陆 | 0                 | 0        |
| 伊維特        | 8月2日－8月8日     | 热带风暴     | 95 km/h      | 1000              | 3.575   | 没有登陆                   | 没有登陆    | 没有登陆 | 0                 | 0        |
| 哈維爾        | 8月7日－8月9日     | 热带风暴     | 100 km/h     | 997               | 1.65    | 没有登陆                   | 没有登陆    | 没有登陆 | 很少              | 0        |
| 凱            | 8月18日－8月23日   | 热带风暴     | 85 km/h      | 1000              | 2.83    | 没有登陆                   | 没有登陆    | 没有登陆 | 0                 | 0        |
| 萊斯特        | 8月24日－9月7日    | 四级飓风     | 230 km/h     | 944               | 32.05   | 没有登陆                   | 没有登陆    | 没有登陆 | 0                 | 0        |
| 馬德琳        | 8月26日－9月3日    | 四级飓风     | 215 km/h     | 950               | 12.3075 | 没有登陆                   | 没有登陆    | 没有登陆 | 很少              | 0        |
| 牛頓          | 9月4日－9月7日     | 一级飓风     | 150 km/h     | 977               | 4.445   | 没有登陆                   | 没有登陆    | 没有登陆 | 96                | 9        |
| 奧萊娜        | 9月11日－9月17日   | 二级飓风     | 175 km/h     | 967               | 10.12   | 没有登陆                   | 没有登陆    | 没有登陆 | 0                 | 0        |
| 佩恩          | 9月18日－9月21日   | 一级飓风     | 150 km/h     | 979               | 3.5775  | 没有登陆                   | 没有登陆    | 没有登陆 | 未知              | 0        |
| 羅斯林        | 9月25日－9月29日   | 热带风暴     | 85 km/h      | 999               | 1.86    | 没有登陆                   | 没有登陆    | 没有登陆 | 0                 | 0        |
| 烏利卡        | 9月26日－9月30日   | 一级飓风     | 120 km/h     | 992               | 2.835   | 没有登陆                   | 没有登陆    | 没有登陆 | 0                 | 0        |
| 西摩          | 10月23日－10月28日 | 四级飓风     | 240 km/h     | 940               | 15.195  | 没有登陆                   | 没有登陆    | 没有登陆 | 0                 | 0        |
| 蒂娜          | 11月14日－11月15日 | 热带风暴     | 65 km/h      | 1004              | 0.6125  | 没有登陆                   | 没有登陆    | 没有登陆 | 0                 | 0        |
| 奧托          | 11月25日－11月26日 | 热带风暴     | 110 km/h     | 993               | 1.515   | 没有登陆                   | 没有登陆    | 没有登陆 | 0                 | 0        |
| 季节总结      |                    |              |              |                   |         |                            |             |          |                   |          |
| 23個 熱帶氣旋 | 1月7日－11月26日   |              | 240 km/h     | 940               | 184.74  | 1次登陆                    | 1次登陆     | 1次登陆  | 96                | 11       |

## 內部連結
- 2016年太平洋颱風季
- 2016年大西洋颶風季
- 2016年北印度洋氣旋季
- 2015－2016年西南印度洋熱帶氣旋季
- 2015－2016年澳洲地區熱帶氣旋季
- 2015－2016年南太平洋熱帶氣旋季

## 外部連結
- 美國國家颶風中心（页面存档备份，存于）
- 美國中太平洋颶風中心（页面存档备份，存于）
- 美國海軍實驗室（页面存档备份，存于）
- ACE（页面存档备份，存于）

| P* | 01E | A | B  | C | D | E  | F |
|    |     |   |    |   |   |    |   |
| G  | H   | I | J  | K | L | M  | N |
|    |     |   |    |   |   |    |   |
| O  | P   | R | U* | S | T | O# |   |

| 萨菲尔-辛普森飓风风力等级 |    |    |    |    |    |    |
| TD                        | TS | C1 | C2 | C3 | C4 | C5 |